# 1933 في النمسا
فيما يلي قوائم الأحداث التي وقعت خلال عام 1933 في النمسا.

## أحداث
- 1 مارس – عمليات حرق الكتب النازية

## سياسة

### تعيين في المنصب
- 21 سبتمبر – كورت شوشنيغ List of ministers of education (Austria) [الإنجليزية]‏.

### انتهاء فترة المنصب
- 21 سبتمبر – كورت شوشنيغ الوزير الاتحادي للعدل [الإنجليزية]‏.

## مواليد

### يونيو
- 19 يونيو – أوتو باريتش

### أكتوبر
- 22 أكتوبر – هيلموت سينيكوفيتش لاعب كرة قدم نمساوي.

## وفيات

### أغسطس
- 3 أغسطس – أتو ستابف (مواليد 1857) عالم نبات نمساوي.

### سبتمبر
- 25 سبتمبر – بول إهرنفست (مواليد 1880) فيزيائي هولندي.